# A Ferencvárosi TC 2016–2017-es szezonja
Ez a szócikk a Ferencvárosi TC 2016–2017-es szezonjáról szól, amely sorozatban a hetedik, összességében pedig a 113. idénye a csapatnak a magyar első osztályban. A szezon 2016. július 17-én kezdődött, és 2017 májusában ért véget. A klub fennállásának ekkor volt a 118. évfordulója.

## Szezon kerete
2016. július 16-i állapot szerint.
| No. |     | Poszt | Játékos            |
| --- | --- | ----- | ------------------ |
| 5   | GER | V     | Oliver Hüsing      |
| 7   | HUN | V     | Batik Bence        |
| 8   | HUN | CS    | Lovrencsics Gergő  |
| 10  | HUN | CS    | Radó András        |
| 11  | SVK | CS    | Stanislav Šesták   |
| 13  | HUN | CS    | Böde Dániel        |
| 14  | HUN | KP    | Nagy Dominik       |
| 15  | HUN | KP    | Hajnal Tamás       |
| 16  | HUN | V     | Leandro de Almeida |
| 17  | HUN | KP    | Pintér Ádám        |
| 19  | HUN | KP    | Gyömbér Gábor      |
| 20  | HUN | KP    | Gera Zoltán        |
| 21  | HUN | KP    | Csernik Kornél     |

| No. |     | Poszt | Játékos          |
| --- | --- | ----- | ---------------- |
| 22  | HUN | KP    | Busai Attila     |
| 23  | AUT | CS    | Marco Djuricin   |
| 27  | POL | V     | Michał Nalepa    |
| 30  | SER | KP    | Vladan Čukić     |
| 31  | HUN | K     | Varga Ádám       |
| 35  | GER | KP    | Florian Trinks   |
| 55  | HUN | K     | Jova Levente     |
| 66  | AUT | V     | Emir Dilaver     |
| 67  | HUN | KP    | Lakatos István   |
| 77  | ECU | V     | Cristian Ramírez |
| 90  | HUN | K     | Dibusz Dénes     |
| 97  | HUN | CS    | Varga Roland     |

### Kölcsönadott játékosok
| # |     | Poszt | Név                                     |
| - | --- | ----- | --------------------------------------- |
|   | HUN | V     | Valencsik Dávid (a Soroksár csapatához) |
|   | HUN | V     | Csilus Ádám (a Soroksár csapatához)     |
|   | HUN | KP    | Csilus Tamás (a Soroksár csapatához)    |
|   | HUN | KP    | Silye Erik (a Soroksár csapatához)      |

## OTP Bank Liga

### Első kör
| 1. forduló 2016. július 16. 20:30 |

| Ferencvárosi TC                                    | 3 – 1               | Swietelsky Haladás                       |
| -------------------------------------------------- | ------------------- | ---------------------------------------- |
| Trinks 3' Böde 7' Böde 36' Pintér 79' Djuricin 88' | (3 – 0) Jegyzőkönyv | Iszlai 52' Wils 28' Gaál 57' Bošnjak 79' |

| Groupama Aréna, Budapest Nézőszám: 5 642 Játékvezető: Solymosi Péter (magyar) |

| 2. forduló 2016. július 23. 20:30 |

| Budapest Honvéd FC | 0 – 1               | Ferencvárosi TC                                                        |
| ------------------ | ------------------- | ---------------------------------------------------------------------- |
| Hidi 41' Eppel 60' | (0 – 1) Jegyzőkönyv | Böde 7' Gera 30' Ramírez 32' Nalepa 62' Radó 65' Hüsing 67' Trinks 91' |

| Bozsik József Stadion, Budapest Nézőszám: 2 384 Játékvezető: Kassai Viktor (magyar) |

| 3. forduló 2016. július 30. 20:30 |

| Ferencvárosi TC                                                                               | 6 – 2               | Diósgyőri VTK                                   |
| --------------------------------------------------------------------------------------------- | ------------------- | ----------------------------------------------- |
| Trinks 33' Leandro 51' Djuricin 63' Dilaver 67' Gera 84' 24' Djuricin 86' Nagy 29' Šesták 90' | (1 – 0) Jegyzőkönyv | Vela 78' Tamás 90' Elek 19' Okuka 23' Bacsa 85' |

| Groupama Aréna, Budapest Nézőszám: 6 736 Játékvezető: Solymosi Péter (magyar) |

| 4. forduló 2016. augusztus 6. 18:00 |

| Paksi FC                          | 0 – 0               | Ferencvárosi TC                                        |
| --------------------------------- | ------------------- | ------------------------------------------------------ |
| Haraszti 45' Papp 62' Kulcsár 74' | (0 – 0) Jegyzőkönyv | Trinks 37' Ramírez 45' Leandro 51' Nalepa 77' Nagy 88' |

| Fehérvári úti stadion, Paks Nézőszám: 4 217 Játékvezető: Andó-Szabó Sándor (magyar) |

| 5. forduló 2016. augusztus 13. 20:30 |

| Ferencvárosi TC                                | 1 – 2               | Vasas SC                                                                 |
| ---------------------------------------------- | ------------------- | ------------------------------------------------------------------------ |
| Trinks 45+1' Dilaver 12' Trinks 20' Nalepa 93' | (1 – 1) Jegyzőkönyv | Vaskó 28' Pavlov 89' Ádám 32' Nagy 63' Hangya 76' Szivacski 83' Vida 93' |

| Groupama Aréna, Budapest Nézőszám: 6 843 Játékvezető: Iványi Zoltán (magyar) |

| 6. forduló 2016. augusztus 17. 20:30 |

| Gyirmót FC Győr | 0 – 1               | Ferencvárosi TC      |
| --------------- | ------------------- | -------------------- |
| Paku 60'        | (0 – 1) Jegyzőkönyv | Böde 18' Ramírez 62' |

| Alcufer stadion, Győr Nézőszám: 4 000 Játékvezető: Szőts Gergely (magyar) |

| 7. forduló 2016. augusztus 21. 18:00 |

| Ferencvárosi TC                         | 2 – 2              | Mezőkövesd-Zsóry                                                         |
| --------------------------------------- | ------------------ | ------------------------------------------------------------------------ |
| Djuricin 9' Nagy 84' Varga 59' Nagy 92' | (1– 0) Jegyzőkönyv | Hudák 63' Stipe 79' Devecseri 59' Egerszegi 59' Baracskai 70' Tujvel 88' |

| Groupama Aréna, Budapest Nézőszám: 5 242 Játékvezető: Szőts Gergely (magyar) |

| 8. forduló 2016. szeptember 10. 18:00 |

| MTK Budapest FC                                              | 2 – 1              | Ferencvárosi TC                             |
| ------------------------------------------------------------ | ------------------ | ------------------------------------------- |
| Gera 34' Torghelle 92' Vukmir 77′ Torghelle 84' Petković 89' | (1– 0) Jegyzőkönyv | Szungu 70' Böde 69' Ramírez 73' Gyömbér 80' |

| Dunaferr Aréna, Dunaújváros Nézőszám: 1 117 Játékvezető: Karakó Ferenc (magyar) |

| 9. forduló 2016. szeptember 17. 20:30 (tv: M4 Sport) |

| Ferencvárosi TC                                                     | 3 – 1               | Debreceni VSC                                                                |
| ------------------------------------------------------------------- | ------------------- | ---------------------------------------------------------------------------- |
| Böde (1–0) 14' • (3–1) 65' Dilaver (2–1) 62' Nalepa 59' Ramírez 75' | (1 – 1) Jegyzőkönyv | 16' (1–1) Bobko 12' Brkovics 51' Könyves 68' Tőzsér 81' Ferenczi 82' Horváth |

| Groupama Aréna, Budapest Nézőszám: 5 198 Játékvezető: Szabó Zsolt (magyar) Asszisztensek: Lémon Oszkár és Szert Balázs |

Debreceni VSC: Danilovics — Jovanovics, Brkovics, Mészáros N., Völgyi (Ferenczi  19') — Filip, Tőzsér — Könyves, Szakály  (Takács  67'), Bobko (Szekulics  77') — Horváth · Fel nem használt cserék: Verpecz (kapus), Szilvási, Dzselmics, Nagy · Vezetőedző: Leonel Pontes
A házigazda kezdte aktívabban a mérkőzést, s Böde révén meg is szerezte a vezetést (1–0). Ám előnye mindössze három percig tartott, Bobko egyenlített (1–1). A gólváltást követően mindkét csapat előtt adódtak lehetőségek, bár a szünetig a Ferencváros veszélyeztetett többször. A második félidő hazai helyzetekkel indult, s egy szöglet után Dilaver pazar távoli lövésével a zöld-fehérek újra megszerezték az előnyt (2–1), amit Böde második góljával növelni is tudtak (3–1).
Jól kezdtük a mérkőzést, gyorsan vezetést is szereztünk, utána azonban újabb rövidzárlat miatt kaptunk egy gólt. A védekezés területén még mindig nem tudunk úgy felállni, mint ahogy azt elképzeltük. A csapat erejét mutatja, hogy az egyenlítés után összekapta magát, s a második félidőben szép gólokat szerezve eldöntötte a mérkőzést. Végre elégedett lehetek a mutatott játékkal. Amit a héten elterveztünk, azt láthattuk a mérkőzés alatt, ez nagyon tetszett. Fontos volt ez a siker, hiszen a játékosok ismét megérezték a győzelem ízét az előző hetek pontvesztései után.
Sokat utaztunk a héten, szerdán Győrben, szombaton Budapesten játszottunk, kedden már újabb bajnoki vár ránk. Megvolt az elképzelésünk, de még a meccs előtt változtatnunk kellett a csapaton Holman Dávid sérülése miatt, ezért stratégiát is kellett váltanunk. Ezzel együtt az első félidő végén vezethettünk volna, és még a második félidőben is megvoltak a lehetőségeink. Ezúttal végül ennyire voltunk képesek, de a második hazai gól előtt nem járt volna szöglet a Ferencvárosnak, ez egyértelmű. Sokat kell még dolgoznunk, hogy eredményesebbek legyünk.
| Csapat      | Labdabirtoklás | Lövés | Kaput talált lövés | Gól | Szöglet | Szabálytalanság | Les | Sárga lap | Piros lap | Pontos passz | Megnyert párharc |
| ----------- | -------------- | ----- | ------------------ | --- | ------- | --------------- | --- | --------- | --------- | ------------ | ---------------- |
| Ferencváros | 30:18 (59,47%) | 19    | 7                  | 3   | 10      | 8               | 6   | 2         | 0         | 430 (83,50%) | 104 (57,78%)     |
| Debrecen    | 20:39 (40,53%) | 10    | 1                  | 1   | 1       | 17              | 2   | 5         | 0         | 305 (81,12%) | 76 (42,22%)      |

- Leonel Pontes irányításával a DVSC-Teva ötből csak egy bajnoki mérkőzést nyert meg. Az idegenbeli mérleg két mérkőzés, nulla pont, 2–8-as gólkülönbség.
- Az ukrán Ivan Bobko a második magyarországi bajnokiján megszerezte az első gólját. Ő a DVSC kilencedik játékosa, aki gólt szerzett az OTP Bank Liga 2016–2017-es idényében.
- Tőzsér Dániel 2006. május 27. után, több mint tíz év elteltével játszott ismét a Ferencváros pályáján bajnoki mérkőzést.
- A DVSC csak az első félidei eredmények alapján harmadik lenne, így hetedik. Négy ponttal lenne többje.
- A Ferencváros két nyeretlen mérkőzés után győzött ismét. Az előző öt fordulóban csupán egy győzelmet aratott.
- A góllövőlista élén Feczesin Róbertet beérő Böde Dániel másodszor szerzett két gólt a bajnoki idényben. Először a Haladás ellen duplázott, még az első fordulóban.
- Emir Dilaver a második gólját érte el a bajnoki szezonban, az elsőt a Diósgyőrnek rúgta.[4]

| 10. forduló 2016. szeptember 21. 20:00 |

| Videoton FC                      | 1 – 1               | Ferencvárosi TC                                                       |
| -------------------------------- | ------------------- | --------------------------------------------------------------------- |
| Šćepović 53' Pátkai 2' Varga 82' | (0 – 0) Jegyzőkönyv | Djuricin 83' Nagy 18' Čukić 29' Hajnal 42' Lovrencsics 62' Nalepa 65' |

| Pancho Aréna, Felcsút Nézőszám: 3 112 Játékvezető: Andó-Szabó Sándor (magyar) |

| 11. forduló 2016. szeptember 24. 20:00 |

| Ferencvárosi TC                                                                     | 3 – 3               | Újpest FC                                                          |
| ----------------------------------------------------------------------------------- | ------------------- | ------------------------------------------------------------------ |
| Djuricin 10' Leandro 60' Pávkovics 65' Pintér 47' Nagy 53' Djuricin 66' Leandro 85' | (1 – 2) Jegyzőkönyv | Diarra 20' Balázs 38' Balázs 53' Nagy 45' Diarra 69' Pávkovics 74' |

| Groupama Aréna, Budapest Nézőszám: 11 760 Játékvezető: Kassai Viktor (magyar) |

### Második kör
| 12. forduló 2016. október 15. 18:00 |

| Swietelsky Haladás                              | 2 – 0               | Ferencvárosi TC |
| ----------------------------------------------- | ------------------- | --------------- |
| Gaál 38' 64' Iszlai 84' Halmosi 56' Hegedűs 69' | (0 – 0) Jegyzőkönyv | 16' Leandro     |

| Soproni Városi Stadion, Sopron Nézőszám: 4 138 Játékvezető: Solymosi Péter (magyar) Asszisztensek: Ring György és Berettyán Péter |

| 13. forduló 2016. október 22. 18:00 |

| Ferencvárosi TC                                     | 3 – 2               | Budapest Honvéd                                    |
| --------------------------------------------------- | ------------------- | -------------------------------------------------- |
| Böde 26' Hajnal 44' Djuricin 60' Čukić 22' Nagy 77' | (2 – 0) Jegyzőkönyv | 73' 86' Kamber 78' Lanzafame 11' Hajdú 90+3' Botka |

| Groupama Aréna, Budapest Nézőszám: 7 072 Játékvezető: Karakó Ferenc (magyar) Asszisztensek: Albert István és Medovarszki János |

| 14. forduló 2016. október 29. 17:00 |

| Diósgyőri VTK                                                                        | 2 – 3               | Ferencvárosi TC                                                               |
| ------------------------------------------------------------------------------------ | ------------------- | ----------------------------------------------------------------------------- |
| Novothny (1–2) 41' José Nono (2–2) 57' Lázár 33' Novothny 54' Nemes 89' Lipták 90+4' | (1 – 2) Jegyzőkönyv | 19' (0–1) Jagodinskis 30' (0–2) Busai 65' (2–3) Nalepa 55' Ramírez 72' Hajnal |

| DVTK-stadion, Miskolc Nézőszám: 8052 Játékvezető: Szabó Zsolt (magyar) Asszisztensek: Tóth II. Vencel, Georgiou Theodos, Szalai Dániel |

| 15. forduló 2016. november 5. 15:30 |

| Ferencvárosi TC                            | 1 – 2               | Paksi FC                                                          |
| ------------------------------------------ | ------------------- | ----------------------------------------------------------------- |
| Busai Attila (1–2) 86' Hajnal 12' Gera 38' | (0 – 1) Jegyzőkönyv | 14' (0–1) Hahn 57' (0–2) Koltai 39' Laczkó 70' Szalai 77' Szakály |

| Illovszky Rudolf Stadion, Budapest Nézőszám: 5 592 Játékvezető: Pintér Csaba (magyar) Asszisztensek: Kelemen Attila és Becséri Gergely |

| 16. forduló 2016. november 19. 18:00 |

| Vasas SC                                                         | 2 – 2               | Ferencvárosi TC                                                                                                 |
| ---------------------------------------------------------------- | ------------------- | --- |
| Ferenczi (1–1) 88' (11-esből) • (2–2) 90+3' Vaskó 26' Sağlık 86′ | (0 – 1) Jegyzőkönyv | 9' (0–1) Djuricin 90+2' (11-esből) (1–2) Gera 12' Nagy 24' Djuricin 49′ Ramírez 52' Nalepa 68' Dilaver 72' Gera |

| Illovszky Rudolf Stadion, Budapest Játékvezető: Kassai Viktor (magyar) Asszisztensek: Ring György és Tóth II. Vencel |

| 17. forduló 2016. november 26. 15:30 |

| Ferencváros                          | 2 – 0               | Gyirmót       |
| ------------------------------------ | ------------------- | ------------- |
| Čukić 46' Présinger 48' Djuricin 65' | (1 – 0) Jegyzőkönyv | Présinger 87' |

| Groupama Aréna, Budapest Nézőszám: 5 613 Játékvezető: Karakó Ferenc (magyar) Asszisztensek: Albert István Kormányos II. Gábor |

| 18. forduló 2016. december 3. 15:30 |

| Mezőkövesd                      | 2 – 0               | Ferencváros |
| ------------------------------- | ------------------- | ----------- |
| Molnár G. 44' Bačelić-Grgić 81' | (1 – 0) Jegyzőkönyv |             |

| Városi stadion, Mezőkövesd Nézőszám: 3 562 Játékvezető: Szabó Zsolt (magyar) Asszisztensek: Szert Balázs Szalai Balázs |

| 19. forduló 2016. december 10. 18:00 |

| Ferencváros | 1 – 1               | MTK           |
| ----------- | ------------------- | ------------- |
| Baki 36'    | (1 – 0) Jegyzőkönyv | Torghelle 82' |

| Groupama Aréna, Budapest Nézőszám: 4 754 Játékvezető: Andó-Szabó Sándor (magyar) Asszisztensek: Erős Gábor Berettyán Péter |

| 20. forduló 2017. február 18. 18:00 (tv: M4 Sport) |

| Debreceni VSC | 0 – 0       | Ferencvárosi TC       |
| ------------- | ----------- | --------------------- |
| Osváth 67'    | Jegyzőkönyv | 67' Hüsing 69' Amadou |

| Nagyerdei stadion, Debrecen Nézőszám: 7 138 Játékvezető: Farkas Ádám (magyar) Asszisztensek: Ring György és Szert Balázs |

Ferencvárosi TC: Dibusz — Botka, Koch (Hüsing  67'), Leandro, Sternberg — Dilaver - Radó, Hajnal (Seungwoo  75'), Kleinheisler, Moutari (Lovrencsics  74') — Böde
Mindkét csapat alaposan átalakult a téli szünetben, a kezdő sípszónál a Ferencváros csapatában volt több újonc, öt frissen szerződtetett mezőnyjátékos tartózkodott a pályán a zöld-fehéreknél. A játék iramára nem lehetett panasz, de érezhető volt, hogy még nem tökéletes az összhang a csapatokon belül, talán éppen ezért alakult ki kevesebb lehetőség a kapuk előtt. A második félidőben is kiegyenlített volt a játék, a debreceniek részéről Holman Dávid előtt adódott a legnagyobb lehetőség, míg a Fradi a hajrához közeledve vált aktívabbá a kapu előtt: Radó Andrásnak, Lovrencsics Gergőnek és Rjunak is volt ígéretes helyzete, majd a 89. percben Danilovics, a Loki kapusa védett hatalmasat. Az eredmény viszont nem változott, igazságos döntetlen lett a vége, amely azonban egyik félnek sem igazán jó.
Köszönöm a szurkolóknak a csodás hangulatot, fontos volt ez a csapatunk számára. Szeretném ezúton is részvétemet nyilvánítani Komáromi Gábor családjának! Szerettünk volna nyerni, kemény meccs volt egy erős Fradi ellen, ez a döntetlen egy jó tavaszi kezdésnek mondható. Kiegyenlített mérkőzés volt, a pontrúgásoknál időnként szerencsénk volt, de nekünk is akadtak lehetőségeink. Úgy vélem, rászolgáltunk a döntetlenre.
A múlt heti meccs a Honvéd ellen jó meccs volt, ez most más jellegű volt. Nem volt túl élvezetes találkozó, bár sokat dolgoztak a játékosok mindkét oldalon. Megnyerhettük volna a mérkőzést, főleg pontrúgásokból, de az utolsó lépés mindig hiányzott, hogy eldöntsük a három pont sorsát. Jól védekeztünk egy masszív gárda ellen, amely két csatárral játszott. Hiányzott a játékunkból a hidegvérűség, ezért kár. Az eredmény csalódás, de a teljesítményünk nem.
| 21. forduló 2017. február 25. 18:00 |

| Ferencvárosi TC         | 0 – 0       | Videoton FC            |
| ----------------------- | ----------- | ---------------------- |
| Sternberg 33' Botka 71' | Jegyzőkönyv | 37' Varga 55' Hadzsics |

| Groupama Aréna, Budapest Nézőszám: 8 725 Játékvezető: Szabó Zsolt (magyar) Asszisztensek: Berettyán Péter és Theodoros Georgiou |

| 22. forduló 2017. március 4. 18:00 (tv: M4 Sport) |

| Újpest FC                                          | 0 – 1               | Ferencvárosi TC                                    |
| -------------------------------------------------- | ------------------- | -------------------------------------------------- |
| Balázs 34' Cseke 52' Pávkovics 66' Windecker 90+6' | (0 – 1) Jegyzőkönyv | 35' (0–1) Gera 84' Djuricin 88' Radó 90+6' Csukics |

| Szusza Ferenc Stadion, Budapest Nézőszám: 8 005 Játékvezető: Farkas Ádám (magyar) Asszisztensek: Ring György és Buzás Balázs, alapvonali: Berke Balázs és Szilasi Szabolcs |

Ferencvárosi TC: Dibusz — Botka (Csukics  68'), Hüsing, Leandro, Sternberg — Dilaver (Hajnal  81'), Gera Z. — Amadou (Radó  68'), Djuricin, Lovrencsics — Böde
Az Újpest és a Ferencváros derbijének első félórája kevés helyzetet hozott, becsülettel gyűrték ugyan egymást a csapatok, de nem volt látványos a játék. A 35. percben aztán egy szabadrúgásból vezetést szerzett a Fradi, Gera Zoltán 17 méterről tekert a sorfal mellett a kapuba, úgy, hogy a labda még megpattant egy újpesti játékoson (0–1). A második félidőben az Újpest valamivel bátrabban próbált támadni, de nem sok sikerrel, továbbra sem találta a fogást az ellenfél védelmén. A legnagyobb hazai helyzetet Lázok János hagyta ki a 75. percben, amikor 4 méterről a kapu fölé lőtt. Az utolsó negyedórában elkeseredetten támadott az Újpest, de hiába, a Fradi megőrizte előnyét, 1–0-ra megnyerte a találkozót.
Kidolgoztuk a helyzeteket, ilyen szempontból jobbak is voltunk a Ferencvárosnál, de a kapu előtt hiányzott az utolsó érintés, amivel meg tudtuk volna nyerni az összecsapást. A Fradi kivárta azt a lehetőséget, amivel megszerezte a győzelmet. Mindent megtettünk, ilyen teljesítmény után csak gratulálni tudok a csapatnak, menni kell tovább előre.
Alapvetően jó mérkőzés volt, inkább a küzdelem került előtérbe. Ez a két csapat Magyarország legjelentősebb derbijét játszotta, mégis egy olyan libalegelőn kellett játszanunk, amilyen pálya a német ötödosztályban sincs. Hihetetlen, hogy ilyen nehéz körülmények között kellett ma lejátszanunk a derbit. A nézők látványos akciókat, gólhelyzeteket akarnak látni, az ilyen pályán azonban csak hosszú labdákkal lehet operálni. A győzelemnek természetesen örülök, a csapatnak nagyszerű hete volt, de ha jobb lett volna a pálya, sokkal jobb mérkőzést láthattunk volna. Örülök annak, hogy nem nőtt a különbség, és begyűjtöttük a három pontot.

### Harmadik kör
| 27. forduló 2017. április 15. 20:30 (tv: M4 Sport) |

| Ferencvárosi TC                                                            | 1 – 2               | Vasas SC                                                               |
| -------------------------------------------------------------------------- | ------------------- | ---------------------------------------------------------------------- |
| Sternberg 83' (1–0) 45+1' Dilaver 49' Böde 53' Nalepa 24′, 66′ Csukics 77' | (1 – 0) Jegyzőkönyv | 54' (1–1) Berecz 56' (1–2) Sağlık 45' Risztevszki 35' James 49' Remili |

| Groupama Aréna, Budapest Nézőszám: 5 044 Játékvezető: Farkas Ádám (21. percig, megsérült), Bognár Tamás (21. perctől) (magyar) Asszisztensek: Berettyán Péter és Horváth Róbert |

| 30. forduló 2017. május 6. 20:30 |

| MTK Budapest FC                       | 1 – 3               | Ferencvárosi TC                                                                       |
| ------------------------------------- | ------------------- | ------------------------------------------------------------------------------------- |
| Ramos (1–3) 80' 62' Grgics 90+3' Baki | (0 – 3) Jegyzőkönyv | 10' (0–1) Varga R. 31' (0–2) Lovrencsics 45' (0–3) Moutari 71' Sternberg 90' Djuricin |

| Hidegkuti Nándor Stadion, Budapest Nézőszám: 4 368 Játékvezető: Bognár Tamás (magyar) Asszisztensek: Berettyán Péter és Buzás Tamás |

A Ferencváros kitűnő sorozatban van, a legutóbbi három bajnoki mérkőzését úgy nyerte meg, hogy mindegyiken három gólt szerzett. Hazai pályán ugyanakkor a legutóbbi hat bajnoki meccséből csak kettőn, a Haladás és a Mezőkövesd ellenin győzött, egyaránt 3–1-re. Maradva a 3–1-nél: ezzel az eredménnyel győzte le ősszel a Groupama Arénában a DVSC-t is. A Loki az elmúlt hetekben javított pozícióján, de elsősorban a hazai pályán megszerzett pontoknak köszönhetően. Idegenben október vége óta csak a Vasas ellen nyert, a legutóbbi hat, vendégként játszott mérkőzéséből ötöt elveszített. A mostani alkalmon kívül még egyszer megy idegenben a szezonban, a Diósgyőr ellen játszik majd.
| 31. forduló 2017. május 13. 18:00 (tv: M4 Sport) |

| Ferencvárosi TC               | 0 – 0       | Debreceni VSC |
| ----------------------------- | ----------- | ------------- |
| Dilaver 90' Lovrencsics 90+3' | Jegyzőkönyv | 65' Osváth    |

| Groupama Aréna, Budapest Nézőszám: 6 596 Játékvezető: Pintér Csaba (magyar) Asszisztensek: Varga Gábor és Szert Balázs |

- Ferencváros: Dibusz — Dilaver, Nalepa, Leandro, Lovrencsics — Gera Z., Koch — Moutari (Hajnal  79'), Bognár I. (Radó  68'), Varga R. (Kundrák  66') — Böde · Fel nem használt cserék: Holczer (kapus), Batik, Csernik

A Ferencváros futballozott fölényben az első félidőben, de a Debrecen is felvállalta a támadásokat. A legnagyobb helyzetet is a vendégcsapat alakította ki, ám Lovrencsics hatalmasat mentett a gólvonalon. A második játékrészben hasonlóképpen produkáltak a gárdák, mindkét oldalon több helyzet is kialakult, a támadók azonban minden lehetőséget elpuskáztak ezen az estén.
| 32. forduló 2017. május 20. 20:30 (tv: M4 Sport) |

| Videoton FC                                                            | 4 – 1               | Ferencvárosi TC                               |
| ---------------------------------------------------------------------- | ------------------- | --------------------------------------------- |
| Lazovics (1–1) 36' Stopira (2–1) 42' Koch (3–1) 45' Marics (4–1) 90+3' | (3 – 1) Jegyzőkönyv | 7' (0–1) Nego 23' Koch 32' Hajnal 62' Moutari |

| Pancho Aréna, Felcsút Nézőszám: 3 208 Játékvezető: Iványi Zoltán (magyar) Asszisztensek: Albert István és Buzás Balázs |

## Magyar kupa

### Nyolcaddöntő

#### 1. mérkőzés
| 2017. február 11. 18:00 |

| Ferencvárosi TC                                                | 2 – 1               | Budapest Honvéd                            |
| -------------------------------------------------------------- | ------------------- | ------------------------------------------ |
| Moutari (1–0) 32' Leandro 81' (2–0) 51' Botka 45' Djuricin 54' | (1 – 0) Jegyzőkönyv | 88' (2–1) Lanzafame 50' Laczkó 54' Lovrics |

| Groupama Aréna, Budapest Nézőszám: 6 817 Játékvezető: Iványi Zoltán (magyar) Asszisztensek: Albert István és Buzás Balázs |

Ferencváros: Dibusz — Botka, Koch, Leandro, Sternberg — Kleinheisler (Hajnal  80'), Dilaver, Gera Z. — Moutari (Radó  84'), Böde, Djuricin (Lovrencsics  90')

#### Visszavágó
| 2017. március 1. 20:30 (tv: M4 Sport) |

| Budapest Honvéd         | 0 – 2               | Ferencvárosi TC                 |
| ----------------------- | ------------------- | ------------------------------- |
| Holender 57' King 90+2' | (0 – 1) Jegyzőkönyv | 30' (0–1) Nalepa 51' (0–2) Böde |

| Bozsik József Stadion, Budapest Nézőszám: 3 128 Játékvezető: Bognár Tamás (magyar) Asszisztensek: Tóth II. Vencel és Viszokai László |

Ferencváros: Dibusz — Botka, Nalepa (Csukics  70'), Hüsing, Leandro, Sternberg (Lovrencsics  szünetben) — Dilaver — Moutari (Bognár  73'), Kleinheisler, Gera Z. — Böde
Továbbjutott: a Ferencváros, 4–1-es összesítéssel.

## Kiírások
Dőlttel a jelenleg még le nem zárult kiírásokat illetve az azokban elért helyezést jelöltük.
| Kiírás        | Statisztikák | Statisztikák | Statisztikák | Statisztikák | Statisztikák | Statisztikák | Statisztikák | Kezdő forduló/ helyezés  | Végső forduló/ helyezés | Mérkőzések dátumai | Mérkőzések dátumai | Mérkőzések dátumai |
| Kiírás        | M            | GY           | D            | V            | LG–KG        | GK           | GÁ           | Kezdő forduló/ helyezés  | Végső forduló/ helyezés | Első               | Utolsó             | Következő          |
| ------------- | ------------ | ------------ | ------------ | ------------ | ------------ | ------------ | ------------ | ------------------------ | ----------------------- | ------------------ | ------------------ | ------------------ |
| OTP Bank Liga | 16           | 07           | 05           | 04           | 31 – 24      | 0+7          | 1,94         | 1.                       | 3.                      | 2016. 07. 17.      | 2016. 11. 19.      | 2016. 11. 26.      |
| Magyar kupa   | 02           | 02           | —            | —            | 10 – 0       | +10          | 5,00         | 6. forduló (legjobb 128) | 8. forduló (legjobb 32) | 2016. 09. 14.      | 2016. 10. 26.      | 2016. 11. 30.      |
| Összesen      | 18           | 09           | 05           | 04           | 41 – 24      | +17          | 2,28         |                          |                         |                    |                    |                    |

## Összesített statisztika
A felkészülési mérkőzéseket nem vettük figyelembe.
| Lejátszott mérkőzés           | 12 (11 OTP Bank Liga, 1 Magyar kupa) |
| Győzelem                      | 6 (6 OTP Bank Liga, 1 Magyar kupa) |
| Döntetlen                     | 4 (4 OTP Bank Liga, 0 Magyar kupa) |
| Vereség                       | 2 (2 OTP Bank Liga, 0 Magyar kupa) |
| Szerzett gól                  | 23 (22 OTP Bank Liga, 1 Magyar kupa) |
| Kapott gól                    | 14 (14 OTP Bank Liga, 0 Magyar kupa) |
| Gólkülönbség                  | +9 |
| Sárga lap                     | 26 (26 OTP Bank Liga, 0 Magyar kupa) |
| Kiállítás                     | 0 (0 OTP Bank Liga, 0 Magyar kupa) |
| Legnagyobb arányú győzelem    | 6–2 DVTK, otthon (2016. 07. 30., OTP Bank Liga, 3. forduló) |
| Legnagyobb arányú vereség     | 1–2 Vasas, otthon (2016. 08. 13., OTP Bank Liga, 5. forduló) |
| Legmagasabb hazai nézőszám    | 11 760, 2016. 09. 24., Újpest, OTP Bank Liga, 11. forduló |
| Legalacsonyabb hazai nézőszám | 11 760, 2016. 09. 24.,Újpest, OTP Bank Liga, 11. forduló |
| Góllövőlista                  | 6 gól: Böde Dániel (6 OTP Bank Liga, 0 Magyar kupa) és 5 gól: Marco Djuricin (5 OTP Bank Liga, 0 Magyar kupa) 3 gól: Florian Trinks (3 OTP Bank Liga, 0 Magyar kupa) 2 gól: Emir Dilaver (2 OTP Bank Liga, 0 Magyar kupa) Leandro (2 OTP Bank Liga, 0 Magyar kupa) 1 gól: Gera Zoltán (1 OTP Bank Liga, 0 Magyar kupa) Nagy Dominik (1 OTP Bank Liga, 0 Magyar kupa) Rju Szungu (1 OTP Bank Liga, 0 Magyar kupa) Vladan Čukić (0 OTP Bank Liga, 1 Magyar kupa) |
| Pont*                         | 19/33 (60,0%) |

* OTP Bank Liga kiírásban.

## Góllövőlista
A táblázat a felkészülési mérkőzéseken esett találatokat nem tartalmazza.
| Játékos        | Összesen | Gólok száma   | Gólok száma |
| Játékos        | Összesen | OTP Bank Liga | Magyar kupa |
| -------------- | -------- | ------------- | ----------- |
| Összesen       | 23       | 22            | 1           |
| Böde Dániel    | 6        | 6             | 0           |
| Marco Djuricin | 5        | 5             | 0           |
| Florian Trinks | 3        | 3             | 0           |
| Emir Dilaver   | 2        | 2             | 0           |
| Leandro        | 2        | 2             | 0           |
| Gera Zoltán    | 1        | 1             | 0           |
| Leandro        | 1        | 1             | 0           |
| Nagy Dominik   | 1        | 1             | 0           |
| Rju Szungu     | 1        | 1             | 0           |
| Vladan Čukić   | 1        | 0             | 1           |
| öngól          | 0        | 0             | 0           |

## A bajnokság végeredménye
| #   | Csapat                  | M  | GY | D  | V  | G+ – G– | GK  | P  | Megjegyzések                    |
| --- | ----------------------- | -- | -- | -- | -- | ------- | --- | -- | ------------------------------- |
| 1.  | Budapest Honvéd (B) (I) | 33 | 20 | 5  | 8  | 55–30   | +25 | 65 | Bajnokok Ligája 2. selejtezőkör |
| 2.  | Videoton FC (I)         | 33 | 18 | 8  | 7  | 65–27   | +38 | 62 | Európa Liga 1. selejtezőkör     |
| 3.  | Vasas SC (I)            | 33 | 15 | 7  | 11 | 46–40   | +6  | 52 | Európa Liga 1. selejtezőkör     |
| 4.  | Ferencvárosi TC (I)     | 33 | 14 | 10 | 9  | 54–44   | +10 | 52 | Európa Liga 1. selejtezőkör     |
| 5.  | Paksi FC                | 33 | 11 | 12 | 10 | 41–37   | +4  | 45 |                                 |
| 6.  | Swietelsky Haladás      | 33 | 12 | 7  | 14 | 42–46   | −4  | 43 |                                 |
| 7.  | Újpest FC               | 32 | 10 | 12 | 10 | 47–53   | −6  | 42 |                                 |
| 8.  | Debreceni VSC           | 33 | 11 | 8  | 14 | 41–45   | −4  | 41 |                                 |
| 9.  | Mezőkövesd Zsóry FC Ú   | 33 | 10 | 10 | 13 | 39–54   | −15 | 40 |                                 |
| 10. | Diósgyőri VTK           | 33 | 10 | 7  | 16 | 38–58   | −20 | 37 |                                 |
| 11. | MTK Budapest (K)        | 33 | 8  | 13 | 12 | 26–36   | −10 | 37 | NB II                           |
| 12. | Gyirmót FC Győr Ú (K)   | 33 | 5  | 9  | 19 | 23–51   | −28 | 24 | NB II                           |

Utolsó frissítés: 2017. május 27. 
Forrás: mlsz.hu - tabella 
A rangsorolás alapszabályai: 1. összpontszám; 2. a bajnokságban elért több győzelem; 3. a bajnoki mérkőzések gólkülönbsége; 4. a bajnoki mérkőzéseken rúgott több gól; 5. az egymás ellen játszott bajnoki mérkőzések pontkülönbsége; 6. az egymás ellen játszott bajnoki mérkőzések gólkülönbsége; 7. az egymás ellen játszott bajnoki mérkőzéseken az idegenben lőtt több gól; 8. a bajnokság fair play értékelésében elért jobb helyezés; 9. sorsolás.
(B): Bajnokcsapat, (K): Kieső csapat, (F): Feljutó csapat, (I): Kupainduló, (R): A rájátszás győztese, (KGY): Kupagyőztes

A Budapest Honvéd, mint a bajnokság győztese, a Bajnokok Ligája 2. selejtezőkörének, a Videoton FC, mint a bajnokság ezüstérmese, míg a Vasas SC, mint a bajnokság bronzérmese, valamint a Ferencvárosi TC, mint a Magyar Kupa győztese, az Európa Liga 1. selejtezőkörének résztvevője.

## Nézőszámok
Az alábbi táblázatban a Ferencváros TC 2016–17-es szezonjának nézőszámai szerepelnek.
A táblázat nem tartalmazza a felkészülési mérkőzéseket.
      OTP Bank Liga
      Magyar kupa
      Bajnokok ligája
      Európa-liga
| Időpont       | Kiírás, forduló            | Ellenfél   | Nézőszám   | Helyszín              |
| 2016. 07. 16. | OTP Bank Liga, 1. forduló  | Haladás    | 0 5642 fő  | Groupama Aréna        |
| 2016. 07. 23. | OTP Bank Liga, 2. forduló  | Debrecen   | 02384 fő   | Bozsik József Stadion |
| 2015. 07. 30. | OTP Bank Liga, 3. forduló  | DVTK       | 06736 fő   | Groupama Aréna        |
| 2016. 08. 06. | OTP Bank Liga, 4. forduló  | Paks       | 04217 fő   | Fehérvári úti stadion |
| 2016. 08. 13. | OTP Bank Liga, 5. forduló  | Vasas      | 06843 fő   | Groupama Aréna        |
| 2016. 08. 17. | OTP Bank Liga, 6. forduló  | Gyirmót    | 04 000 fő  | Alcufer stadion       |
| 2016. 08. 21. | OTP Bank Liga, 7. forduló  | Mezőkövesd | 05 242 fő  | Groupama Aréna        |
| 2016. 09. 10. | OTP Bank Liga, 8. forduló  | MTK        | 01 117 fő  | Dunaferr Aréna        |
| 2016. 09. 14. | Magyar kupa, 6. forduló    | BKV Előre  | 0 600 fő   | Sport utcai Stadion   |
| 2016. 09. 10. | OTP Bank Liga, 9. forduló  | Debrecen   | 05 198 fő  | Groupama Aréna        |
| 2016. 09. 21. | OTP Bank Liga, 10. forduló | Videoton   | 03 112 fő  | Pancho Aréna          |
| 2016. 09. 24. | OTP Bank Liga, 11. forduló | Újpest     | 011 760 fő | Groupama Aréna        |